# Saint-Georges-de-Gréhaigne
Saint-Georges-de-Gréhaigne (en bretó Sant-Jord-Grehan) és un municipi francès, situat a la regió de Bretanya, al departament d'Ille i Vilaine. L'any 2006 tenia 359 habitants.

## Demografia
| 1806                                       | 1856 | 1906 | 1946 | 1962 | 1968 | 1975 | 1982 | 1990 | 1999 |
| ------------------------------------------ | ---- | ---- | ---- | ---- | ---- | ---- | ---- | ---- | ---- |
| 590                                        | 580  | 690  | 414  | 325  | 377  | 357  | 348  | 386  | 380  |
| Des de 1962: població sense dobles comptes |      |      |      |      |      |      |      |      |      |

## Administració
| Període | Identitat        | Partit |
| ------- | ---------------- | ------ |
| 2001-   | Jean-Pierre Héry |        |